# Chouzy-sur-Cisse
Chouzy-sur-Cisse település Franciaországban, Loir-et-Cher megyében. Lakosainak száma 1998 fő (2018. január 1.). Chouzy-sur-Cisse Blois, Candé-sur-Beuvron, Chailles, Chambon-sur-Cisse, Chaumont-sur-Loire, Coulanges és Onzain községekkel határos.

## Népesség
A település népességének változása:
| Lakosok száma | 1962 | 2027 | 2538 | 2016 | 1998 |
|               | 2013 | 2015 | 2016 | 2017 | 2018 |